# Ret & Sikkerhed
Ret & Sikkerhed er en tænketank, der ønsker at etablere sig som et debatforum for debat om sikkerhedsmæssige trusler mod Danmark. Ret & Sikkerhed ønsker bl.a. at finde svar på om balancen mellem retssikkerhed og sikkerhed er "rigtig, skæv - eller hæmmet af hensyn, som svækker forsvaret mod truslerne" . 

## Stiftere
Tænketanken er stiftet af:
- Anja Dalgaard-Nielsen, Chef for Institut for strategi ved Forsvarsakademiet, tidl. chef i Politiets Efterretningstjeneste
- Henrik Østergaard Breitenbauch, Centerleder, Center for Militære Studier, senior fellow, Atlantic Council.
- Lars Barfoed, associeret partner, Communiqué Public Relations, fhv. justitsminister.
- Mads Fuglede, kommentator, folketingskandidat for Venstre og tidligere USA korrespondent for TV 2 NEWS.
- Morten Bødskov, medlem af Folketinget, fhv. justitsminister for Socialdemokraterne.

## Omtale i pressen
Allerede før tænketanken havde afholdt sit første arrangement fik den omfattende omtale i pressen. 
I et 15 minutters interview i Deadline 19. marts 2016 blev Morten Bødskov bedt om at pege på et eksempel på anti-terrorlovgivning, der kunne afskaffes fordi den ikke var i balance med borgernes retssikkerhed og privatliv. Bødskov pegede på registrering af boglån på biblioteker, men bakkede op om de terrorpakker der løbende var vedtaget og mente der var en "fin balance" mellem retssikkerhed og kontrollen med PET .
I en kronik i Berlingske efterlyser tænketanken at "strategien mod terror også rumme et samspil mellem flere politikområder end det retspolitiske, derunder udenrigspolitik, socialpolitik, undervisnings- og uddannelsespolitik, samt måske kulturpolitikken." . Dagen efter var Lars Barfoed i TV 2 NEWS, hvor han talte for en mere langsigtet strategisk indsats.